# I Feel Immortal
I Feel Immortal è un singolo della cantante finlandese Tarja Turunen, pubblicato nel 2010 ed estratto dall'album What Lies Beneath.
La canzone è stata scritta da Toby Gad, Kerli Kõiv, Lindy Robbins e Tarja.

## Tracce
1. I Feel Immortal (Single Mix) – 4:28
2. I Feel Immortal (Radio Mix) – 4:31